# وينفريد غرينوود
وينفريد غرينوود (بالإنجليزية: Winifred Greenwood)‏ هي ممثلة أمريكية، ولدت في 1885 بجينيسيو في الولايات المتحدة، وتوفيت في 23 نوفمبر 1961 في الولايات المتحدة.

## وصلات خارجية
- وينفريد غرينوود على موقع IMDb (الإنجليزية)
- وينفريد غرينوود على موقع قاعدة بيانات الفيلم (الإنجليزية)